# Antonio de Yanguas
Francisco Antonio (de) Yanguas (Medinaceli, 12 de abril de 1682 - Salamanca, 27 de octubre de 1753) fue un compositor y maestro de capilla español.

## Vida
Nació en Medinaceli el 12 de abril de 1682, hijo de Dionisio Yanguas, originario de Calatayud, y  Juana Díaz de la Parra, originaria de Molina de Aragón. Ambos eran criados de duque de Medinaceli, como teniente del alguacil mayor con sede en la Colegiata de Medinaceli. Francisco Antonio era el menor de cinco hermanos. Francisco Antonio se educó musicalmente por lo menos desde 1689 en la Colegiata, «mozo de coro de más provecho», bajo el magisterio de Lucas de Sancho. Hacia 1700 pasó al colegio de la Compañía de Jesús en Pamplona, donde terminó de formar lo que debía ser una gran voz y cualidades excepionales para la música.
Con diez y ocho años, el 17 de septiembre de 1706, fue nombrado capellán de coro en la Colegiata de Alcalá de Henares, donde pasó a formar parte de la capilla como cantor. Durante esta época coincidió con Bello de Torices.
Su primer trabajo como maestro de capilla fue en la iglesia de San Cayetano de Madrid en 1708 y un año después consiguió el cargo de maestro de música en el Colegio del Rey, también en Madrid.
El 30 de abril de 1710, tras la jubilación de José de Vaquedano por razones de salud, Yanguas fue nombrado para el magisterio de la Catedral de Santiago de Compostela. El cargo fue entregado sin oposición y por recomendación de Miguel de Ambiela, que había rechazado la oferta del cabildo compostelano, y Antonio de Torres, maestro de las Descalzas. Yanguas permaneció en Santiago hasta septiembre de 1718.

«En este cabildo, habiendo tratado resolver el propuesto de catorce del presente mes de abril en orden al nombramiento del maestro de capilla, después de haber oído al señor cardenal mayor fabriquero, a quien por la excusa de don Miguel de Ambiela se encargó inquiriese noticias de sujeto capaz para este empleo, quien refirió que el que según todas noticias parecía más a propósito era don Antonio de Yangoas, desde luego todos los dichos señores unánimes y conformes de placer, nombraron por maestro de capilla de esta Santa Iglesia a dicho don Antonio de Yangoas; y para conferir y ajustar con él el salario y más cargos y preeminencias con que ha de servir el empleo se dio facultad bastante y en forma al dicho cardenal mayor fabriquero don Francisco Verdugo, para que lo ajuste en nombre del Cabildo. Y el salario que ajustare le haya de correr desde el día que saliere de Madrid, y desde el mismo día corra la jubilación del padre del maestro de capilla con el salario de los cuatrocientos ducados anuales que se le concedieron en el cabildo de cuatro de febrero de este año.
Actas capitulares de la Catedral de Santiago de Compostela, 30 de abril de 1710, n.° 47, f. 24lr.

Tras el fallecimiento el 16 de mayo de 1718 de Tomás Micieces, el Menor, maestro de capilla de la Catedral de Salamanca y Catedrático de Música de la Universidad de Salamanca, ambos puestos quedaron vacantes. El prestigio de la Universidad y los dos sueldos convertían el conjunto de ambos cargos en dos de los más prestigiosos y beneficiosos de España. A las oposiciones para el cargo de maestro de capilla se presentaron nada mendos que trece candidatos, entre los que se pueden mencionar Gregorio Santisso (maestro de Sevilla), Diego de las Muelas (Astorga), Alonso Tomé de Cobaleda (Zamora), Simón de Araya (León) y varios maestros de Madrid. Yanguas fue nombrado para la maestría de la Catedral el 14 de octubre de 1718 y catedrático de la Universidad el 2 de noviembre del mismo año, pero fue el último maestro en ocupar ambos cargos simultáneamente.
Parece que no estuvo muy conforme con las condiciones que le daban en Salamanca y trató de regresar a Compostela, pero finalmente permaneció en la ciudad charra. En 1733 trató de conseguir el magisterio de Toledo, que perdió a favor de Jaime Casellas. A partir de 1746 comenzaron sus problemas de salud, que le llevaron a abandonar la enseñanza de los infantes, «en atención a sus continuas enfermedades, de las cuales la última le había dejado muy débil la cabeza». Permaneció en el cargo con permisos intermitentes para convalecencia fuera de la ciudad hasta su fallecimiento el 27 de octubre de 1753. El magisterio de la Catedral sería ocupado por Juan Martín Ramos y la Cátedra de Música de la Universidad por Juan de Aragüés.

## Obra
A pesar de que en su época era uno de los compositores más distinguidos de la primera mitad del siglo XVIII, Yanguas ha sido ignorado por casi todos los diccionarios e historias de la música. Como ejemplo, no aparece en el Diccionario de la música española e hispanoamericana publicado por la SGAE, quizás la obra de referencia más importante para la música hispana.
Yanguas se decantó por la innovación, tanto en la polémica Valls-Martínez, como en las disonancias de Sebastián Durón. En sus obras aparecen regularmente el violín, el oboe, el clarinete y más tarde las trompas. El estilo de Yanguas evolucionó en consonancia con el cambio en la música española en las primeras décadas del siglo.
La mayoría de su música es religiosa. Entre 1710 y 1740 obras policorales, incluidos grandes villancicos, como El señor de Israel (1722) para 12 voces, oboe y bajo continuo, dividido en doce secciones, que incluyen dos coros y varios recitativos y arias.
Su única obra secular conocida fue la cantata A lo amoroso, a lo dulce (1724).